# Рён
Рён (нем. Rhön) — горный массив, расположенный в центральной части Германии.

## География и геология

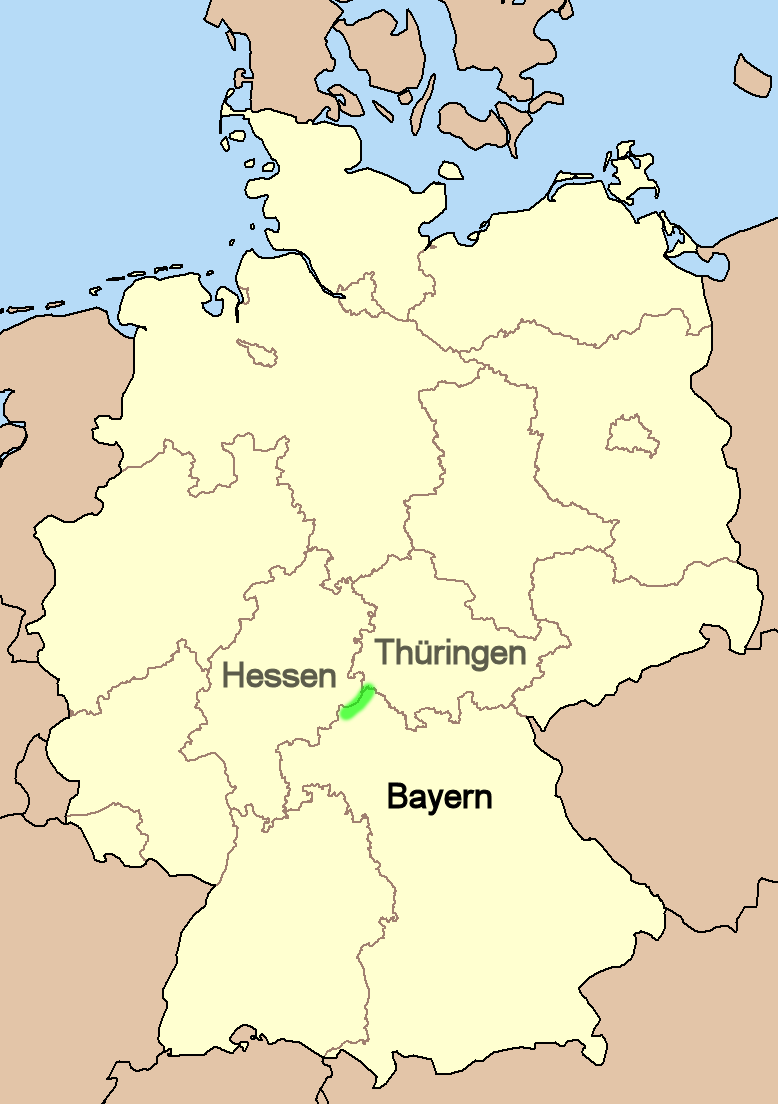
Рён на карте Германии (обозначен зелёным цветом)

Рён расположен на стыке границ трёх немецких земель: Баварии, Гессена и Тюрингии, на территории между долинами рек Верра, Фульда и Френкише-Зале. Наивысшая точка — гора Вассеркуппе (950 м над уровнем моря). В своей южной части Верхний Рён разделяется на отдельные горные образования с вершинами:
- Даммерфельд-Куппе (928 м над уровнем моря),
- Кройцберг (928 м над уровнем моря) и
- Черногорье (нем. Schwarze Berge, 834 м над уровнем моря).

На севере и западе к Верхнему Рёну примыкает хребет Купперрён, иначе Передний Рён (нем. Vorderrhön) с горой Мильзебург (834 м), на юге — Южный Рён, густо заросшая лесом холмистая местность, образованная из цветных песчаников, лишь кое-где над которой возвышаюся отдельные базальтовые горные вершины (гора Хаг Копф, 514 м над уровнем моря).
Рён представляет собой базальтовые вершины и поверхности в геологической массе, состоящей из цветного песчаника и ракушечного известняка. Рён имеет вулканическое происхождение. Наиболее высокой частью массива является Верхний Рён (нем. Hohe Rhön), волнообразное высокогорье с горными лугами и болотами. Приурочен к разломам восточного склона Гессенского грабена. Триасовые породы сильно раздроблены, деформированы и перекрыты миоценовыми и плиоценовыми базальтами.
В 1991 году территория Рёна площадью в 1849 км² была объявлена ЮНЕСКО биосферным природным резерватом Рён.

## Экономика
Население горного Рёна занимается почти исключительно сельским хозяйством, в частности — животноводством. В последнее время также активно развивается туризм и сфера туристического обслуживания. Рён — великолепное место для горного туризма, а также для любителей зимних видов спорта, гора Вассеркуппе — излюбленное место для занятий дельтапланеризмом.

## Происхождение наименования
Впервые название горного массива «Рён» встречается в документах XIV столетия как добавление к имени города Бишофсхайм-на-Рёне, расположенного севернее Бад-Киссингена, что в Баварии (в 1374 году как «Byschofesheym vor der Rone», а в 1331 году — как «Byschoffheim an der Röen»). Определить точно время возникновения этого наименования и его происхождение не представляется возможным, ясно только, что оно догерманское. Ряд учёных склоняется к той версии, что слово «Рён» имеет кельтское происхождение.

## Достопримечательности
- руины замка Даммерсфельд
- руины замка Остербург[нем.]
- национальный заповедник «Ланге Рён»
- замок Эберсбург[нем.]
- гора Вассеркуппе (950 м)
- природный парк «Гессише Рён[нем.]»
- замок Биберштейн[нем.]